# Escola Naval Militar
L'Escola Naval Militar és el centre de formació pels futurs oficials de l'Armada Espanyola. L'Escola Naval Militar es troba a Marín (Pontevedra, Galícia) des de 1943, data en què va ser traslladada des de la seva anterior ubicació en la Població naval de San Carlos, San Fernando, Cadis.
Tant el rei Felip VI d'Espanya com el seu pare van realitzar part de la seva formació militar a l'Escola Naval Militar de Marín. El comandant director de l'Escola Naval és el capità de navili Juan Luis Nebot Pérez.
Des de la supressió del servei militar obligatori per part del govern de José María Aznar l'any 2001, no ha descendit molt l'ús d'aquestes instal·lacions, i en els últims anys s'han realitzat actuacions de modernització, com la instal·lació d'un Centre de Mesures Electromagnètiques (Cemedem) o l'adequació de part de l'antic hospital en Residència de Suboficials.

## La carrera militar

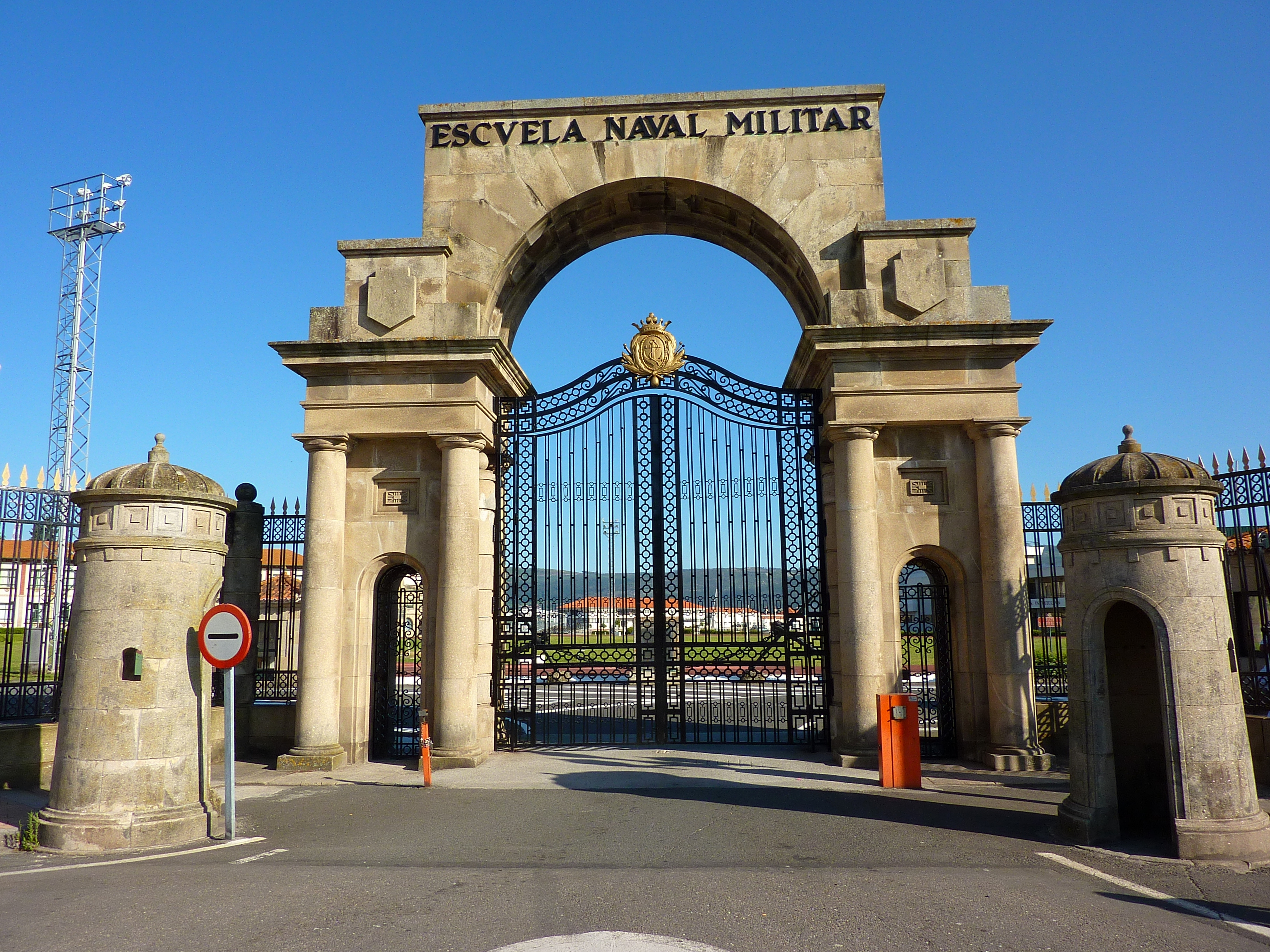
Porta de Carles V. Entrada principal de l'Escola.

La carrera militar es desenvolupa en aquesta Escola en cinc cursos acadèmics per a l'escala d'oficials. Els alumnes dels Cossos General de l'Armada i d'Infanteria de Marina tenen la denominació d'aspirants durant els dos primers anys, guardiamarina durant els cursos 3r i 4t, i alferes de fragata alumnes durant el cinquè o alferes alumne si pertanyen a la Infanteria de Marina.
També es formen a l'Escola Naval els alumnes del Cos d'Intendència, que ingressen després d'aprovar una oposició a la qual es pot accedir tenint un títol universitari d'Econòmiques, Empresarials o Dret. Realitzen un només curs acadèmic dividit en dues fases, la primera com a aspirants de 1r i la segona com guardiamarines de 1r. Finalitzats els seus estudis, acaben amb la graduació de tinents d'Intendència.
Els alumnes del Cos d'Enginyers realitzen un semestre a l'Escola Naval com a aspirants de 1r. Després d'aquest període de formació militar i marinera, continuen els seus estudis a l'Escola Tècnica Superior d'Enginyers d'Armes Navals, a Madrid.
També els aspirants a oficials reservistes voluntaris duen a terme un període d'adaptació a l'Escola Naval Militar. La formació és acadèmica i militar, les pràctiques són constants i se segueix un horari molt estricte i exigent.
Des del curs 2010-11 es va implantar un nou model d'ensenyament pel qual els alumnes de l'ENM, a més de la formació militar, realitzen estudis universitaris en el Centre Universitari de la Defensa adscrit a la Universitat de Vigo. En aquest centre els alumnes reben una formació universitària i, d'acord amb la reforma propiciada pel pla Bolonya, el títol de Grau en Enginyeria mecànica en finalitzar els estudis. El Centre universitari de la Defensa compta amb personal docent propi que procedeix, en la seva major part, de la Universitat de Vigo.

## La seva història

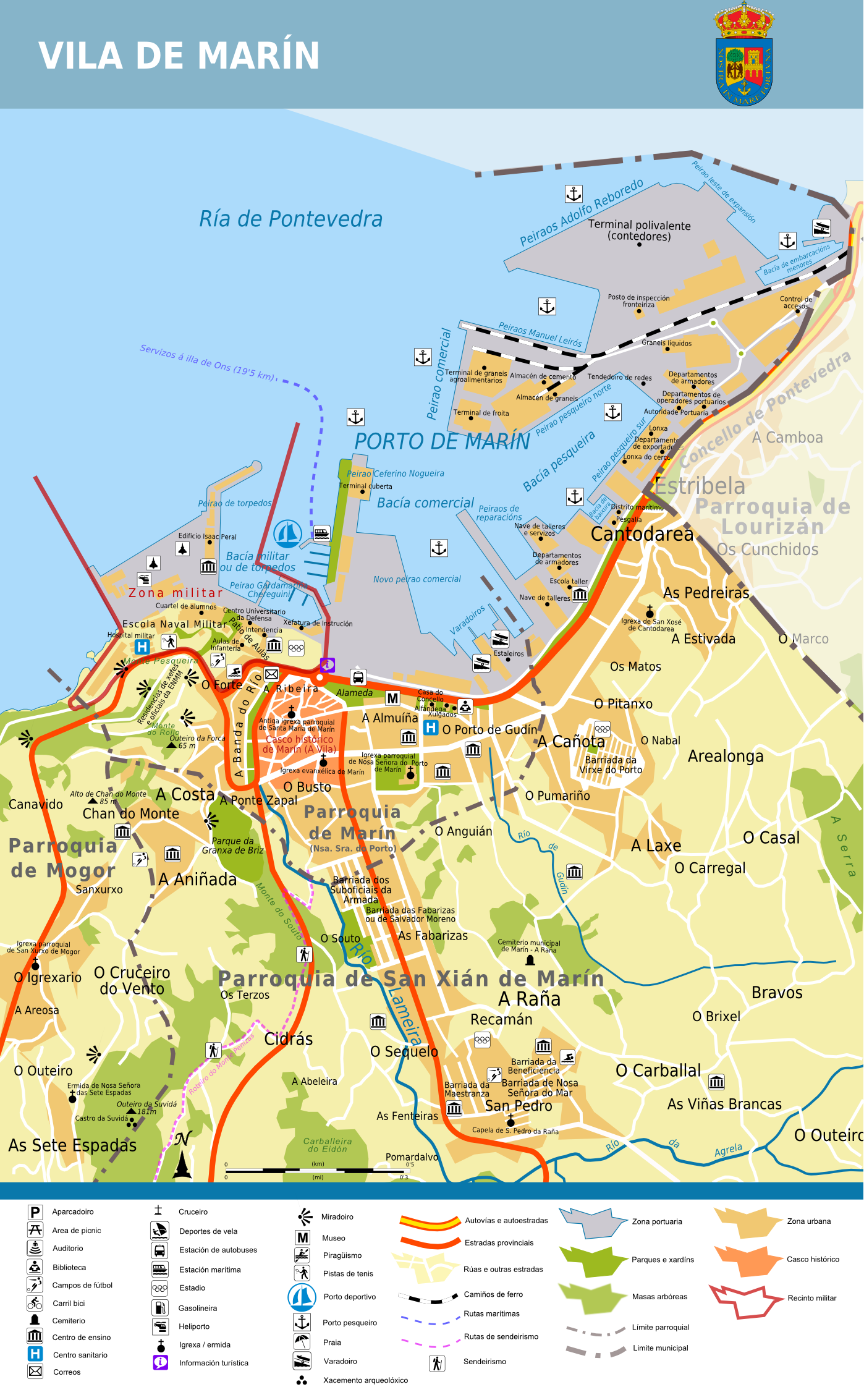
Localització de l'Escola Naval Militar dins de la vila de Marín

### Acadèmia de Guàrdies Marines (Cadis, 1717-1769)
En 1717 es va inaugurar aCadis la primera Companyia de Guàrdies Marines, impulsada per José Patiño. Es pretenia donar una formació mixta científico-pràctica als futurs oficials de la Marina de Guerra, buscant un intermedi entre la formació britànica dels midshipmen, eminentment pràctica, i la formació dels Gardes marins francesos, sòlidament teòrica. El 7 de febrer de 1717 ja comptava amb els 37 primers futurs alumnes. Aquesta Companyia de Guàrdies Marines és el primer antecedent de l'actual Escola Naval Militar.
Des de la seva fundació, l'Acadèmia de Guàrdies Marines va ostentar les principals denominacions dels centres docents: Acadèmia i Col·legi quan en 1824 es va establir a l'Arsenal de la Carraca, i Escola, quan en 1871 es va instal·lar a Ferrol a bord de la fragata Asturias.
El Cos de Guàrdies Marines era considerat com a tropa de la Casa Real, i substituïa als Guàrdies d'Estendard i als Cadets de Cartagena.

### Acadèmia de Guàrdies Marines (San Fernando -Cadis-, 1769-1831)
El 15 de novembre de 1769 l'Acadèmia de Guàrdies Marines es va traslladar a l'illa de León. El 13 d'agost de 1776 es van establir Reials Companyies de Guàrdies Marines a Ferrol (La Corunya) i en Cartagena, clausurant-se aquests centres en 1824. De 1825 a 1827 l'Acadèmia es trasllada a l'Arsenal de la Carraca.
Tancada l'acadèmia al maig de 1831, els guàrdiamarines passen a fer les seves pràctiques en la fragata Perla i en el navili Soberano.

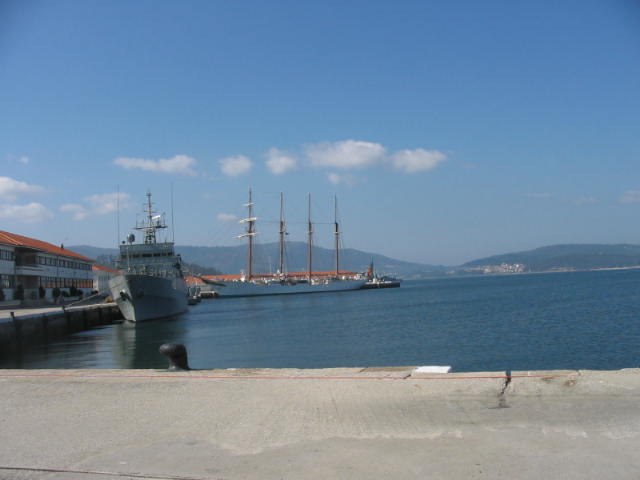
El vaixell-escola de l'Armada Juan Sebastián Elcano atraca en l'Escola Naval Militar de Marín anualment.

### Col·legi Naval Militar (Població de San Carlos, a San Fernando -Cadis-, 1845-1867)
De 1841 a 1844, Sevilla, Ferrol, San Fernando i La Carraca es consideren com a seu de la nova Acadèmia Naval, fins que es decideix la instal·lació del Col·legi Naval Militar en la població militar de San Carlos, enfront de l'arsenal de la Carraca, a San Fernando, inaugurat l'1 de gener de 1845. Les classes van començar el 8 de març amb 80 alumnes, dels quals 53 eren aspirants (nova denominació per als alumnes dels cursos més baixos) del Cos General.
Una vegada aprovats els cursos d'Aspirant, embarcaven com guàrdiamarines de segona en la corbeta Isabel II on després de quatre anys i previ examen eren ascendits a guàrdiamarines de primera. Després s'embarcaven fins a tenir vacant d'oficial, tornant a l'Escola per a la seva promoció a alferes de navili, sempre que haguessin estat embarcats almenys sis anys en vaixells armats.
En 11 de gener de 1859 els guàrdiamarines passen a efectuar les pràctiques de navegació en el navili Rey Francisco de Asís, la corbeta Mazarredo i el bergantí Constitución. I uns anys més tard en la corbeta Villa de Bilbao.
En 1867 es decideix la clausura del Col·legi Naval. En els 23 anys d'existència havia format 1.002 alumnes, distribuïts en 42 promocions. Les dificultats de la Hisenda i la revolució de setembre de 1868 van accelerar el seu tancament. El 10 de setembre de 1869 s'estableix l'Escola Naval Flotant en la fragata Asturias, de pontó a Ferrol.

### Escola Naval Militar (Cadis, 1913-1943)
Quaranta-cinc anys més tard, el 10 de gener de 1913 i al mateix edifici on estava l'Acadèmia, s'inaugura la nova Escola Naval Militar a l'Apostadero de Cadis, on romandria fins a l'any 1943. És en aquest any quan el general Franco trasllada l'Escola a Marín, la seva ubicació actual. Altres opcions geogràfiques per instal·lar la nova seu de l'Escola van ser en aquest moment Cadis, Ferrol, Cartagena, Maó i Sant Sebastià.

## Divises d'Alumnes de l'Escola Naval Militar

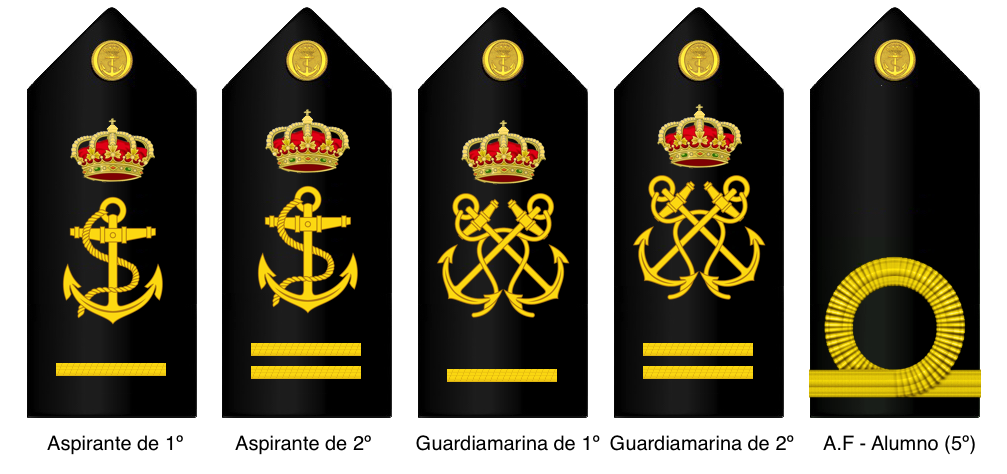
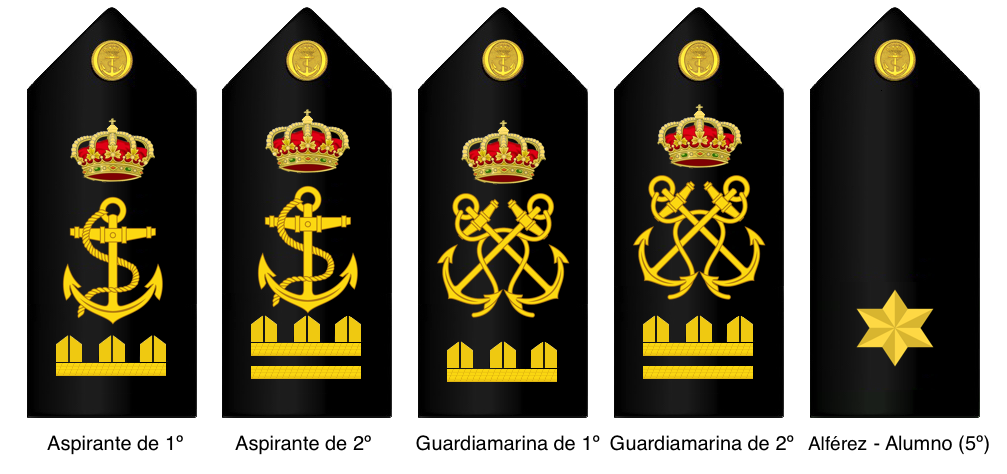
Cos d'Infanteria de Marina
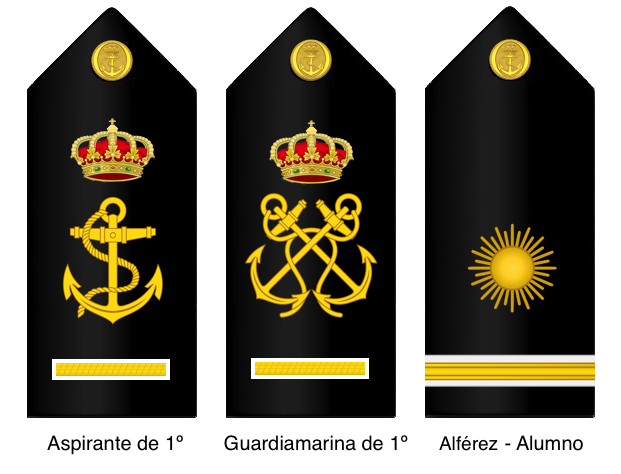
Cos d'Intendència
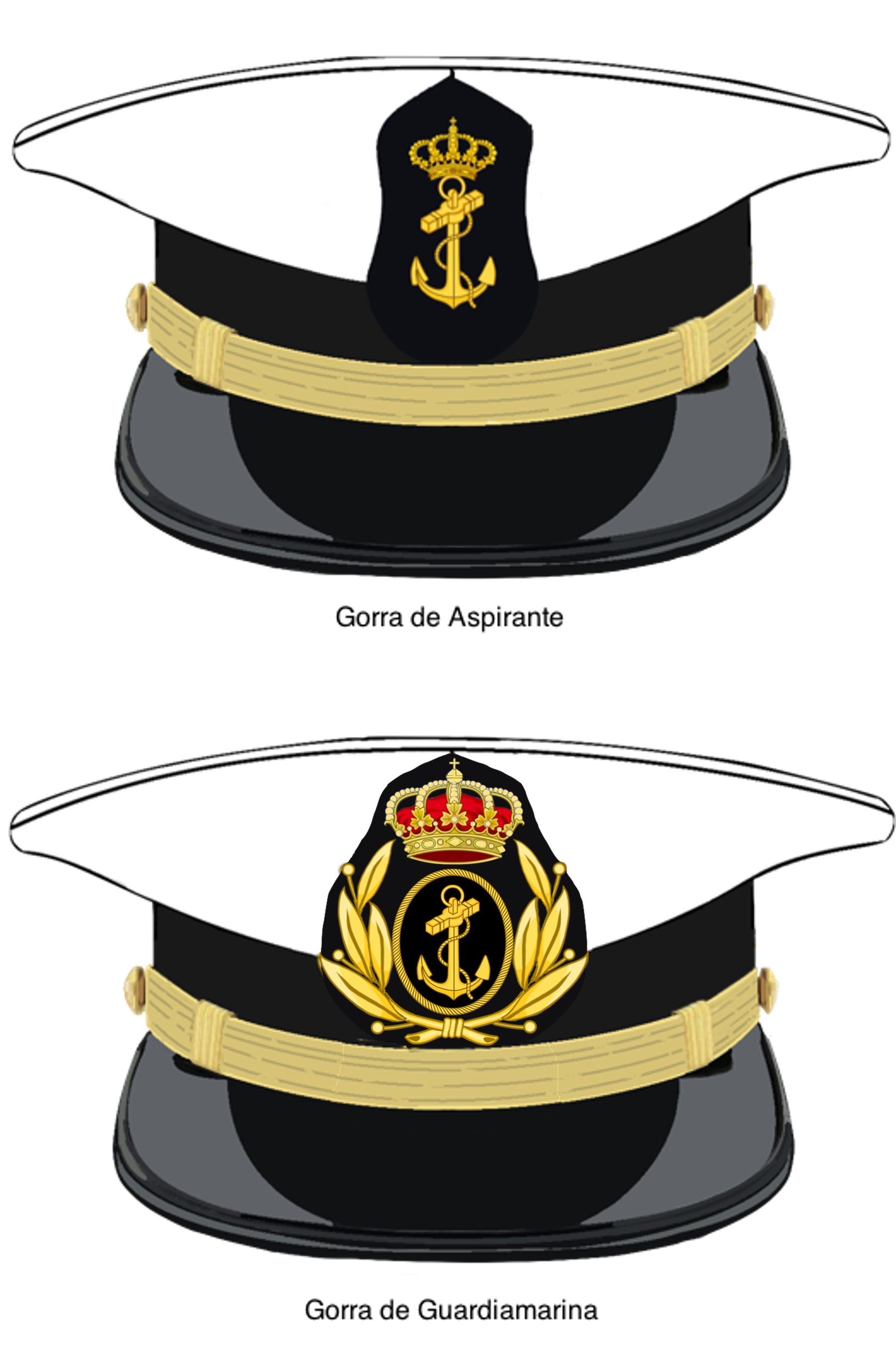
Gorres d'alumnes